# Husby Sogn (Sydslesvig)
 For alternative betydninger, se Husby Sogn. (Se også artikler, som begynder med Husby Sogn)
Husby Sogn (på tysk Kirchspiel Husby) er et sogn i det nordlige Angel (Sydslesvig), tidligere i Husby Herred (Flensborg Amt), nu kommunerne Husby og Oksager i Slesvig-Flensborg Kreds i delstaten Slesvig-Holsten. Sognet var tidligere inddelt i 4 fjerdinger (Husby med Fulbro, Vasbykro og Lyshøj, Markerup med Husbyskov og Søgaard, Grimmerup med Hodderup og Oksager og Oksager med Oksagerskov).
I Husby Sogn findes flg. stednavne:
- Altona
- Damende (tysk Dammende)
- Fulbro (Voldewraa, på dansk også Fuldbro, Foldevraa)
- Hammerstoft
- Hodderup
- Husby
- Husbymark
- Husbyskov
- Husbymølle (Husby Vejrmølle)
- Husbyris
- Hyholt
- Grimmerup (Gremmerup)
- en del af Lyshøj (resten til Grumtoft Sogn, Lutzhöft)
- Gåsevad el. Gaasevad (Gosewatt)
- Markerup
- Markeruphede
- Oksager (Ausacker)
- Oksagerhede
- Oksagerskov
- Oksager Vesterskov (Aussacker Westerholz)
- Poldam (Poldamm)
- Rodbjerg
- Sorgenfri
- Spang
- Staalidt
- Stendels
- Snurom (Snurrom)
- Søgaard ((Alt-)Seegaard)
- Søgaardmark
- Vasbykro (Wattschaukrug, den vestlige del dog under Hyrup Sogn)
- Venerødled